# Медаль «В память Восшествия на Престол Императора Сёва»
Медаль «В память восшествия на престол императора Сёва» (яп. 昭和大禮(礼)記念章 сё:ва дайрэй кинэнсё:) — медаль Японской империи, учреждённая императорским указом № 188 от 1 августа 1928 г. для награждения участников коронации, участников официальных банкетов по поводу коронации, а также исполняющих государственные и служебные функции во время коронации императора Сёва.
Медаль носилась на левой стороне груди и размещалась после орденов и после памятной медали в честь восшествия на престол императора Тайсё и перед медалями маньчжурского и китайских инцидентов. (некоторые её носят после данных медалей). Мастер-медальер — Сёкичи Хата.

## Описание награды
Медаль изготавливалась из серебра и имеет форму правильного круга диаметром 30 мм.
На аверсе изображён императорский трон с позолоченной хризантемой в центре. По обе стороны от трона изображены облака, символизирующие удачу. В нижней части медали — иероглифы «бандзай» (пожелание долголетия), а по краям — изображения цветов сакуры и японского мандаринового дерева.
На реверсе иероглифы: «Памятная медаль в честь высочайшего восшествия на престол». По обеим сторонам от иероглифов — изображение облаков, внизу надпись «Третий год Сёва, 11-й месяц» (яп. 昭和三年十一月).
Лента изготавливалась из муарового шёлка, с пятью равными полосами фиолетового, белого, красного, жёлтого и зелёного цветов.
Футляр для медали изготавливался из фиолетового картона, на котором золотистыми иероглифами было написано название медали (яп. 大禮記大念章); иероглиф «церемония» (яп. 禮) представляет собой старую форму современного (яп. 礼).

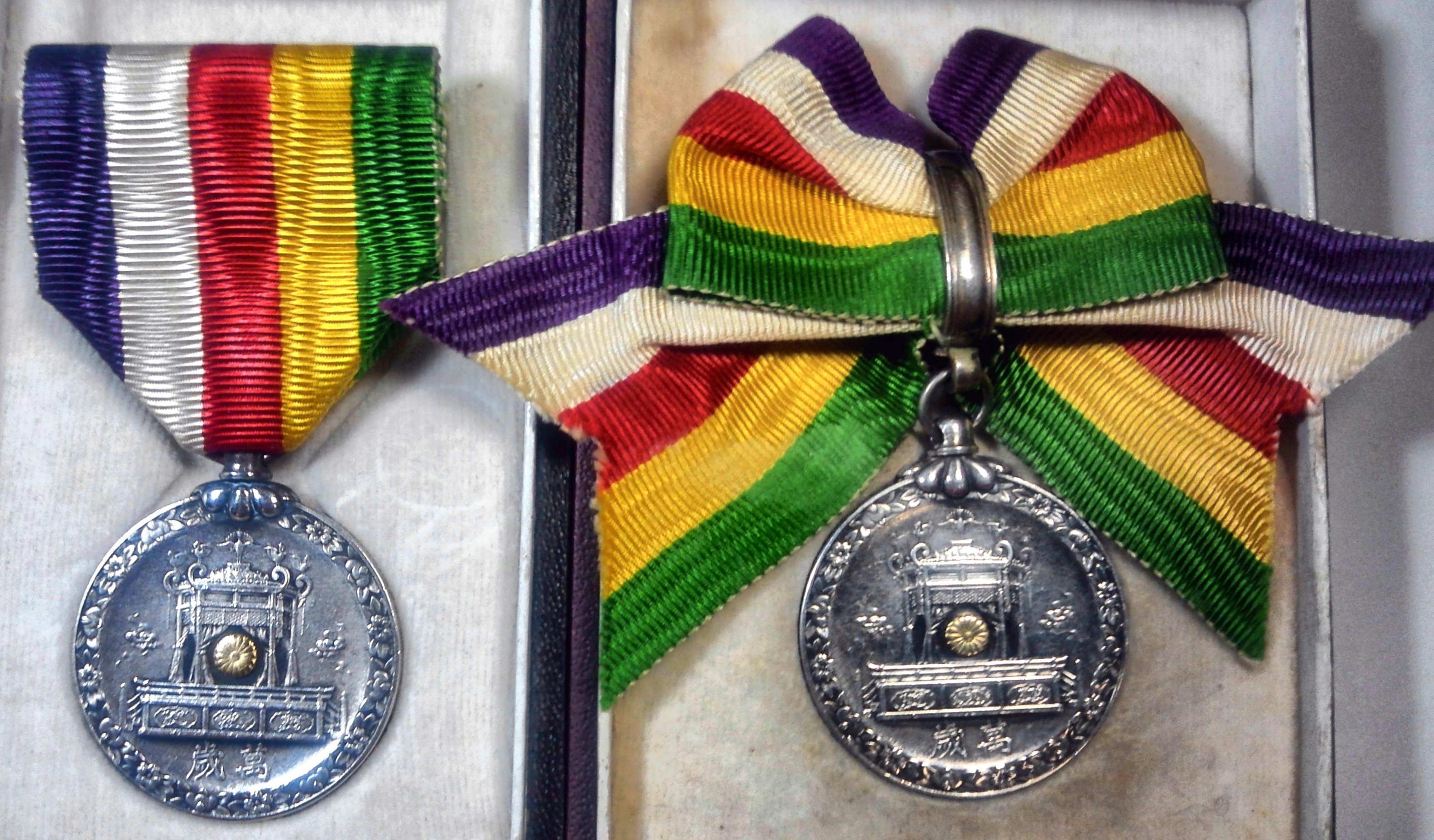
Варианты медали для мужчин (слева) и женщин (справа). Аверс
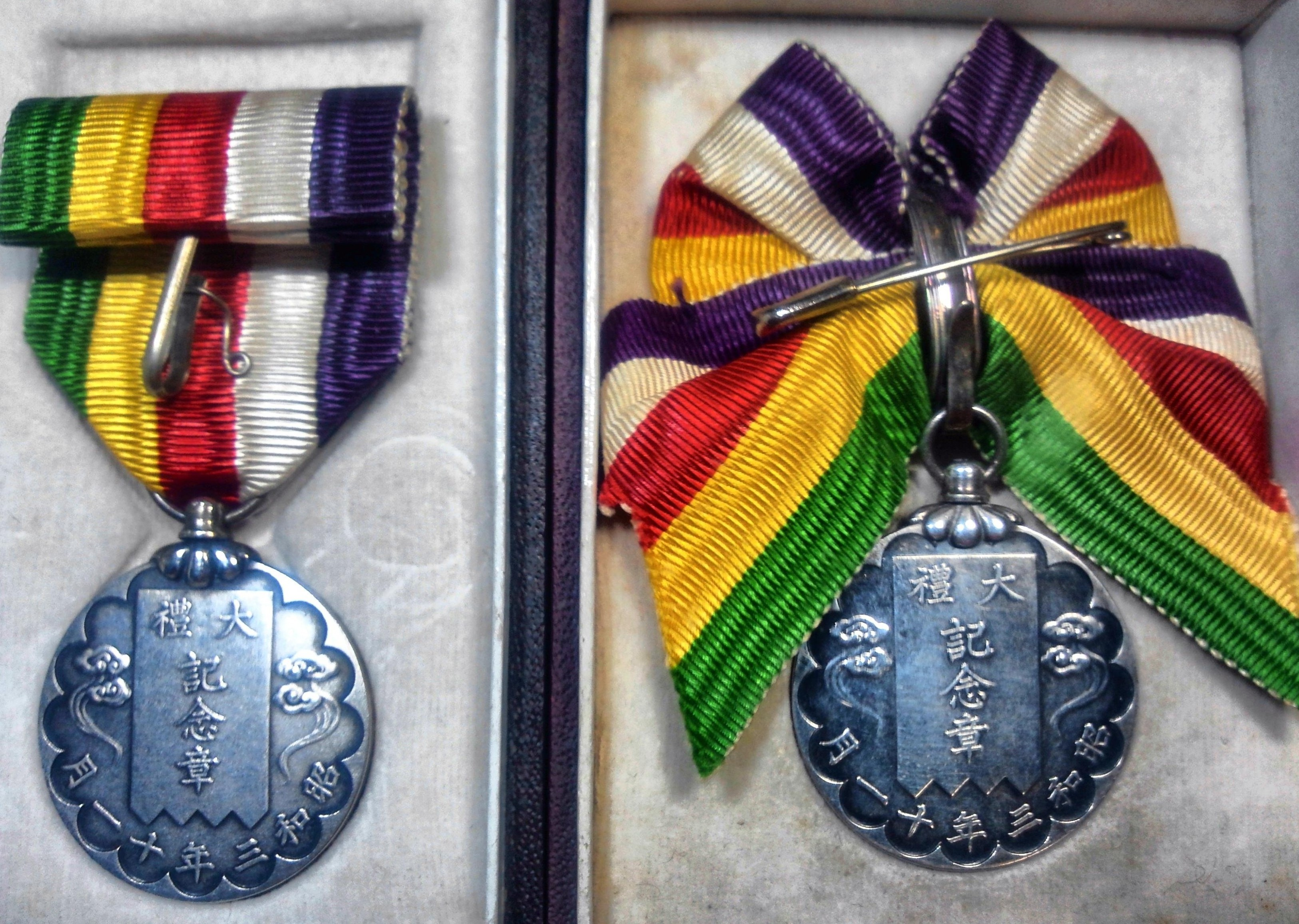
Реверс
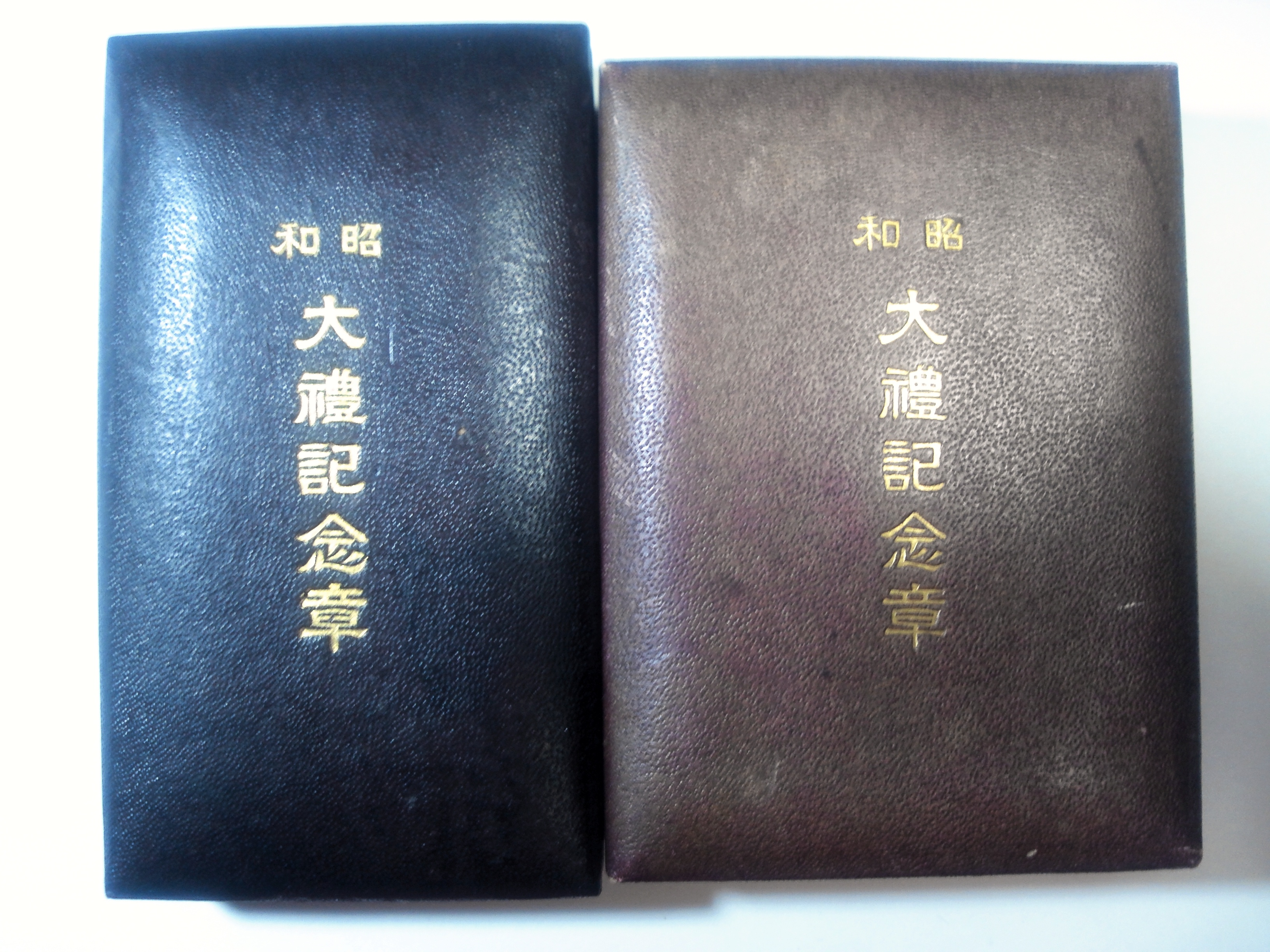
Мужской (слева) и женский (справа) футляр
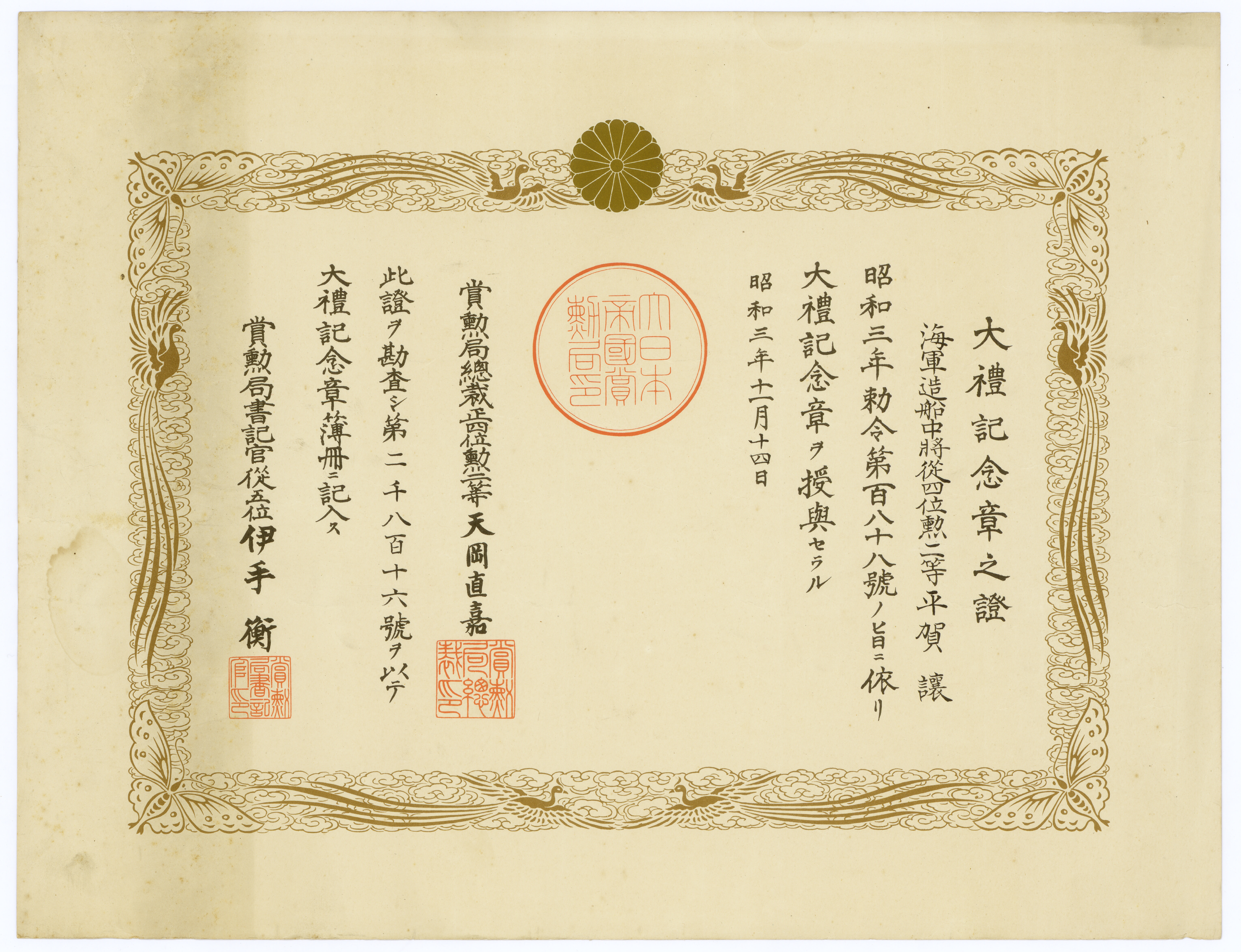
Наградной сертификат медали